# 509018 Wiese
509018 Wiese este o planetă minoră (asteroid) din Mars-crossing asteroid⁠(d). A fost descoperită pe 1 iulie 2005 la George Observatory⁠(d) de George Observatory⁠(d). 
Obiectul prezintă o orbită caracterizată de o semiaxă mare de 2,7003628951448 UAi, o excentricitate de 0,42340023049672, o înclinație de 3,1830551793164 ° în raport cu ecliptica.